# Бесідська сільська рада
| Бесідська сільська рада — колишній орган місцевого самоврядування у Ставищенському районі Київської області з адміністративним центром у с. Бесідка. Історична дата утворення: 19 липня 1994 року. Сільській раді були підпорядковані населені пункти: - с. Бесідка |

## Склад ради
Рада складалася з 16 депутатів та голови.

### Керівний склад ради
| ПІБ                        | Основні відомості                                                    | Дата обрання | Дата звільнення |
| -------------------------- | -------------------------------------------------------------------- | ------------ | --------------- |
| Мусієнко Василь Васильович | Сільський голова, 1954 року народження, освіта, член народної партії | 26.03.2006   | 31.10.2010      |

Примітка: таблиця складена за даними джерела